# Pasimachus elongatus
Pasimachus elongatus är en skalbaggsart som beskrevs av Leconte 1848. Pasimachus elongatus ingår i släktet Pasimachus och familjen jordlöpare. Inga underarter finns listade i Catalogue of Life.